# Adesmia pentaphylla
Adesmia pentaphylla es una especie de planta floral del género Adesmia, categorizada en la tribu Dalbergieae, de la familia Fabaceae.

## Distribución
Especie nativa de Argentina y Chile. Crece en el bioma subártico.

## Taxonomía
Fue descrita por Phil. y publicada en Anales Univ. Chile 84: 436 (1894).